# Division statistiques et protection du personnel de la Légion étrangère
La division statistiques et protection du personnel de la Légion étrangère (DSPLE, anciennement bureau des statistiques de la Légion étrangère ou BSLE; surnommée ironiquement en interne la « Gestapo ») est une entité de la Légion étrangère stationnée à Aubagne, au 1er régiment étranger. Elle dépend de la direction du renseignement et de la sécurité de la Défense.